# 中华书局股份有限公司
中华书局股份有限公司，通称中华书局，是中华民国一家从事书籍出版发行业务的私营企业。总部位于台北市。

## 历史

### 成立初期

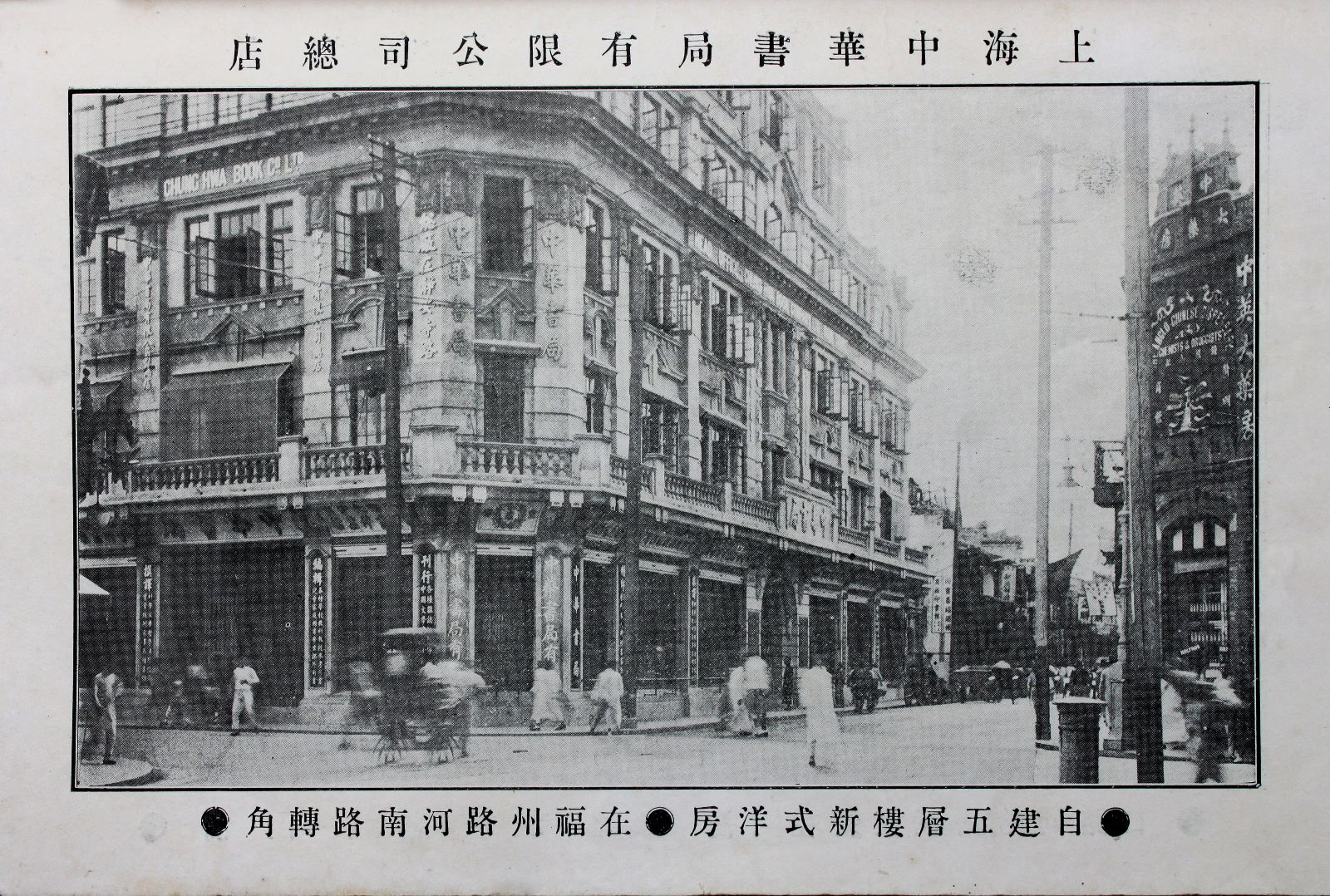
1916年建成的中华书局上海福州路大厦

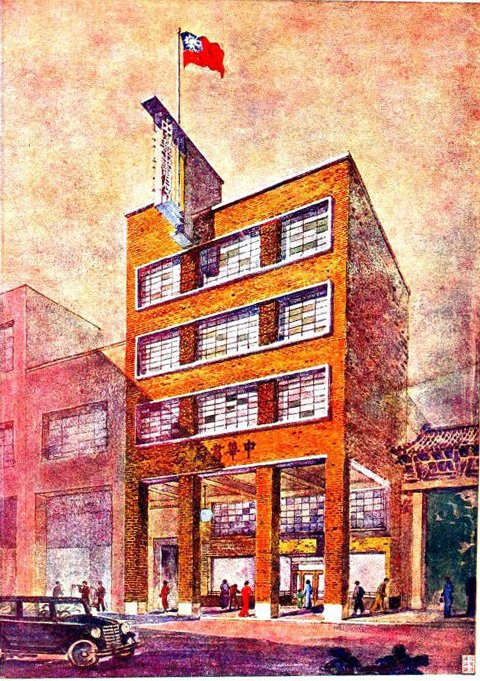
中華書局廣州分局原址。

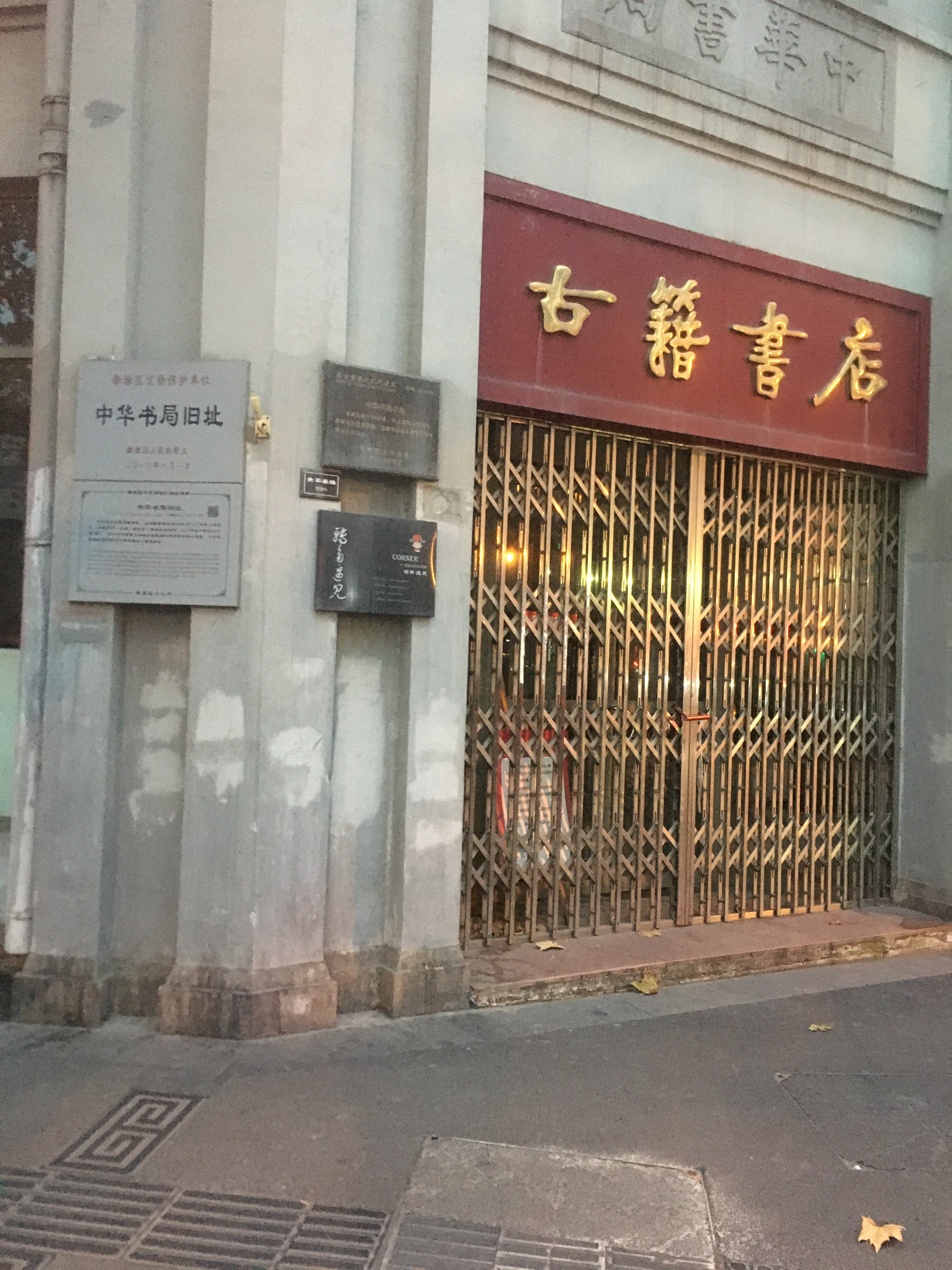
中華書局南京旧址

1911年辛亥革命前夕，商务印书馆出版部主任陆费逵与戴克敦、陈寅等约请编辑人员秘密编写新教科书。
1912年1月1日，中華書局與中華民國同時成立，由陸費逵、陳寅、戴克敬、沈頤等集資創辦於上海，宗旨為「弘揚中華文化，普及民智教育」，原是一个综合性出版社。在中華民國全國各大城市如南京、杭州、廣州、太原、天津、北平、青島、重慶、梧州等地設有分局四十餘處。开业后，中华书局提出“教科书革命”和“完全华商自办”的口号，与商务印书馆竞争。首先出版的《中华教科书》，以其国旗图案抢占了大部分教科书市场。
1913年，英屬香港分局及新加坡分局成立。更擁有大印刷廠三所，其一為香港印鈔部，擁有當時世界最新、最大的凹凸版機，專印凹凸版，如有價證券、鈔票、郵票及印花稅票等，享譽海內外，在文化界有不可抹滅的貢獻。之后文明书局、民立图书公司和聚珍仿宋印书馆并入中华书局，迅速发展成为当时中国民间第二大出版机构。
中華書局秉持「弘揚中華文化，普及民智教育」的創局宗旨，首先致力於出版小學、中學及師範教科書。後開始編纂字辭典等工具書，以為教學及學生修業之用。
当时，中华书局云集了一大批专家学者及社会名流，如：梁启超、于右任、范源濂、马君武、田汉、张闻天、潘汉年、徐志摩、钱歌川、陈伯吹、张相、舒新城等，出版了《中华大字典》、《辞海》、《四部备要》、《古今图书集成》等有影响的书籍，國共內戰時期曾參與金圓券印發。
中华书局主要出版了二十四史及《清史稿》点校本，以及《全上古三代秦汉三国六朝文》、《先秦汉魏晋南北朝诗》、《全唐文》、《全唐诗》、《全宋词》、《古本小说丛刊》、《甲骨文合集》、《殷周金文集成》、《资治通鉴》、《文苑英华》、《太平御览》、《永乐大典》、《册府元龟》、《清实录》、《光绪朝朱批奏折》、《中华大藏经》等。又陆续推出重点丛书如“新编诸子集成”、“中国古典文学基本丛书”、“历代史料笔记丛刊”、“二十四史研究资料丛刊”、“中国古代地理总志丛刊”、“中外交通史籍丛刊”、“中外关系史名著译丛”、“中华史学丛书”等。另外，中华书局在开业之初出版发行的杂志风行一时，号称“八大杂志”，有《中华教育界》、《中华小说界》、《中华实业界》、《中华童子界》、《中华儿童画报》、《大中华》、《中华妇女界》以及《中华学生界》。
中华书局编辑部附设图书馆，1916年开设藏书楼，1925年改称图书馆。

### 抗戰時期
中国抗日战争期间，商务印书馆东方图书馆被战火烧毁，中华书局图书馆成为民间出版机构附设图书馆中藏书最多的一家。当时，中华书局图书馆藏书50余万册，有丛书、类书、地方志、金石书画、工具书、教科书、报纸杂志等。
1942年2月，於重慶成立中華書局總管理處，使圖書出版工作不受影響。
1945年，中華書局設立台灣分局，銷售原版書籍。
1946年6月，中華書局總管理處由重慶遷回上海。

### 遷至台灣
1949年8月，中華書局總管理處遷至臺北市，正式在台灣辦公。
1951年，中華書局在台股東辦理登記。
1952年9月19日，中華民國經濟部核准登記成立「臺灣中華書局股份有限公司」。
1980年7月23日，經濟部核准臺灣中華書局更名為「中華書局股份有限公司」。
1993年，中華書局突破傳統書店模式，首創台灣獨一無二的主題性書店「傳記之家」。

### 沒落與重振
21世紀初，中華書局曾暫停出版業務，現已恢復營運。
2018年5月1日，中華書局語文類新書正式上架販售，包含林語堂長女林如斯的《唐詩選譯》中英文對照版本、謝无量《詩學指南》及《詞學指南》、陸家驥 《古文閒話》與《詞人詞事趣談》等。中華書局的主要出版物是英文小說《飄》（《亂世佳人》）及其續集的译本和《大英百科全書》的正體中文版，以及出版其他書籍如太平洋旅館集團創辦人蔡實鼎《儒商》。2024年4月中華書局出版加拿大華裔詩人文刃《千山獨行-古詩文集》共三部。